# 喜鹊属
喜鹊属是雀形目鸦科的一个属，包含七个已知种类，广泛分布于新大陆和旧大陆。该属是鸦科中多个被称为“喜鹊”（英語：magpie）的类群之一。
喜鹊属的鸟类以长尾和黑白相间的羽毛为主要特征。

## 特点
喜鹊是鸦科（Corvidae）中的多个物种。与鸦科其他成员一样，喜鹊普遍被认为是聪明的生物。例如，欧亚喜鹊被视为世界上最聪明的动物之一，是少数能通过镜子测试的非哺乳动物。喜鹊展现出制作和使用工具、模仿人类语言、哀悼、玩耍和团队合作的能力，因其鸣叫声尤为著名，曾一度被作为笼中鸟类饲养。
除了喜鹊属（Pica）的成员外，其他被视为喜鹊的鸦科鸟类还包括绿鹊属（Cissa）、蓝鹊属（Urocissa）和灰喜鹊属（Cyanopica）。

## 分布
喜鹊属（Pica）的喜鹊主要分布于欧洲、亚洲和北美洲西部的温带地区，也见于西藏和克什米尔的高海拔地区。灰喜鹊属的喜鹊分布于东亚和伊比利亚半岛。
澳大利亚的“喜鹊”（澳洲钟鹊）与其他地区的喜鹊无亲缘关系。

## 分类
喜鹊属由法国动物学家马蒂兰·雅克·布里松于1760年命名。布里松通过复名法将欧亚喜鹊的种加词pica用作属名，该物种最早由林奈于1758年描述。“Pica”在拉丁文中即为欧亚喜鹊的名称。
在2018年，分子系统发生学研究表明，传统上的欧亚喜鹊实际包含多个独立的物种，包括北非喜鹊、阿拉伯喜鹊、青藏喜鹊和普通喜鹊。
一些研究表明，喜鹊并不像传统上认为的那样构成一个单系群；鸦科鸟类的尾羽长度在多个谱系中独立演化（延长或缩短）。
在传统定义的喜鹊中，存在两个明显的进化支系：一支包括北方黑白羽色的物种，可能与乌鸦和松鸦关系密切；另一支则包括分布于南亚至东亚的多个物种，其羽色鲜艳，主要为绿色或蓝色。曾被认为是分布异常的单一物种——灰喜鹊和伊比利亚喜鹊（Iberian magpie,），现已确认是两个独立物种，并归入灰喜鹊属（Cyanopica）。
其他研究对喜鹊属（Pica）的分类提出质疑，黑嘴喜鹊（P. hudsonia）和黄嘴喜鹊（P. nuttalli）可能并非不同物种，而P. pica的韩国种群在遗传上与其他欧亚（以及北美）种群差异显著。目前的分类学观点是，要么将北美、韩国和其他欧亚种群视为三个或四个独立物种，要么认为仅有一个单一物种，即Pica pica。

## 物种
喜鹊属的物种：
- 阿拉伯喜鹊 ：沙特阿拉伯阿西尔省
- 青藏喜鹊 ：不丹，中国西藏至四川西部和青海[2]
- 黑嘴喜鹊 ：北美中西部
- 北非喜鹊 ：西北非
- 黄嘴喜鹊 ：美国加州
- 欧亚喜鹊 ：欧亚大陆，中国新疆、西藏西北部、内蒙古呼伦湖地区有分布[2]
- 普通喜鹊 ：东亚除中国新疆、西藏以外地区[2]，中南半岛北部，俄罗斯远东南部

在马洛卡上新世和更新世交界层中发现了一种已经灭绝的喜鹊属动物的化石：。

## 名称
在古英语中，喜鹊被称为“pie”，其名称源自拉丁语“pica”，与法语的“pie”同源，但该词现已不再使用。
在过去几个世纪，人们常为鸟类赋予昵称，如“robin redbreast”（现称为知更鸟）和“jenny wren”（现称为鹪鹩）。喜鹊最初被称作“maggie pie”或“mag pie”。
用于描述人类强迫性进食非食物物品的“异食症”（pica）一词，来源于拉丁语“pica”，指喜鹊因其杂食性而得名。

## 其他喜鹊
黑喜鹊（Platysmurus）实际上是树鹊；它们既不是喜鹊，也不是曾经认为的松鸦。树鹊是鸦科中一个独特的类群，外观上与喜鹊相似。
澳大利亚喜鹊（Cracticus tibicen）有明显的黑白相间羽毛，外观类似欧亚喜鹊，但它属于燕鵙科（Artamidae），并非鸦科成员。
鹊鸲（Magpie-robin）也有类似的黑白羽色，但它们是旧大陆的鹟科鸟类，与鸦科无关。